# Simple past
O simple past (passado simples), past simple ou past indefinite (passado indefinido), é o equivalente em inglês ao pretérito, a forma básica do pretérito no inglês moderno. É usado principalmente para descrever eventos no passado, embora também tenha outros usos. Os verbos regulares em inglês formam o passado simples em -ed. Entretanto, há algumas centenas de verbos irregulares com formas diferentes.
O termo "simple" é usado para distinguir a construção sintática cuja forma básica usa apenas o pretérito simples, de outras construções de pretérito que usam auxiliares em combinação com particípios, como o present perfect, past perfect e past progressive.

## Construção
As regras de ortografia para formar o passado simples de verbos regulares são as seguintes: verbos terminados em -e adicionam apenas -d ao final (por exemplo, live - lived, e não *liveed), verbos terminados em -y mudam para -ied (por exemplo, study - studied) e verbos terminados em um grupo de uma consoante + uma vogal + uma consoante duplicam a consoante final (por exemplo, stop - stopped). Para obter detalhes veja Verbos da língua inglesa § Passado.
A maioria dos verbos tem uma única forma de passado simples, independente da pessoa ou do número do sujeito (não há adição de -s para a terceira pessoa do singular, como no presente simples). No entanto, a cópula do verbo be tem duas formas de passado: was para a primeira e terceira pessoas do singular, e were em outros casos. A forma were também pode ser usada no lugar de was em cláusulas condicionais e similares, para obter informações sobre isso, consulte subjuntivo em inglês. Esse é o único caso no inglês moderno em que é feita uma distinção na forma entre inversão, negações com not e formas enfáticas do passado simples que usam o auxiliar did. Para obter detalhes sobre esse mecanismo, consulte auxiliar do. Uma lista completa de formas é fornecida abaixo, usando o verbo regular help (ajudar) como exemplo:
- Passado simples básico:
  - I/you/he/she/it/we/they helped
- Passado simples expandido (enfático):
  - I/you/he/she/it/we/they did help
- Forma interrrogativa:
  - Did I/you/he/she/it/we/they help?
- Negativa:
  - I/you/he/she/it/we/they did not (didn't) help
- Interrogativa negativa:
  - Did I/you/he/she/it/we/they not help? / Didn't I/you/he/she/it/we/they help?

Forma básica
Afirmativa (+) S + verbo(ed) + c
Negativa (-) S + did not (didn't) + verbo + C

## Uso
O passado simples é usado para um único evento (ou sequência de eventos) no passado e também para ações habituais do passado:
He took the money and ran. (Ele pegou o dinheiro e fugiu)
I visited them every day for a year. (Eu os visitei todos os dias durante um ano)
Também pode se referir a um estado passado:
I knew how to fight even as a child. (Eu sabia lutar mesmo quando era criança)
Para ações que estavam em andamento no momento referido, é geralmente usado o passado progressivo (por exemplo, I was cooking). O mesmo pode se aplicar a estados, se temporários (por exemplo, the ball was lying on the sidewalk), mas alguns verbos estativos geralmente não usam o aspecto progressivo, tipicamente verbos de estados mentais (know, believe, need), de estados emocionais (love, dislike, prefer), de posse (have, own), de sentidos (hear) e alguns outros (consist, exist, promise) e, nesses casos, o passado simples é usado até mesmo para um estado temporário:
The dog was in its kennel. (O cão estava em seu canil)
I felt cold. (Senti frio)
No entanto, com verbos de sensoriamento, é comum, nessas circunstâncias, usar could see no lugar de saw, could hear no lugar de heard, etc.
Se uma ação interrompe outra, é comum que a ação interrompida (em andamento) seja expressa com o passado progressivo, e a ação que a interrompeu esteja no passado simples:
Your mother called while you were cooking. (Sua mãe ligou enquanto você estava cozinhando)
O passado simples geralmente tem um significado próximo ao do presente perfeito. O passado simples é usado quando o evento aconteceu em um determinado momento no passado ou durante um período que terminou no passado (ou seja, um período que não dura até o presente). Esse período pode ser declarado explicitamente ou estar implícito no contexto (por exemplo, o pretérito é frequentemente usado ao descrever uma sequência de eventos passados).
I was born in 1980. (Eu nasci em 1980)
We turned the oven off two minutes ago. (Desligamos o forno há dois minutos)
I came home at 6 o'clock. (Cheguei em casa às 6 horas)
When did they get married? (Quando eles se casaram?)
We wrote two letters this morning. (Escrevemos duas cartas esta manhã)
She placed the letter on the table, sighed, and left the house. (Ela colocou a carta sobre a mesa, suspirou e saiu de casa)
Existem várias construções compostas para denotar ações habituais do passado. A frase When I was young, I played football every Saturday (Quando eu era jovem, jogava futebol todos os sábados) pode ser formulada alternativamente usando used to (... I used to play ...) ou would (... I would play...).
A forma simples do passado também tem alguns usos em que não se refere a um tempo passado. Esses usos geralmente ocorrem em orações condicionais e em algumas outras orações subordinadas que se referem a circunstâncias hipotéticas, bem como em certas expressões de desejo:
If he walked faster, he would get home earlier. (Se ele andasse mais rápido, chegaria em casa mais cedo)
I wish I knew what his name was. (Gostaria de saber qual é o nome dele)
I would rather she wore a longer dress. (Eu preferiria que ela usasse um vestido mais longo)
Um exemplo:
He said he wanted to go on the slide. (Ele disse que queria subir no escorregador)

## Pronúncia de -ed
Os verbos regulares terminados em -ed são pronunciados da seguinte forma:
- Terminações de verbos regulares com consoantes sonoras+/d/, ex. hugged /hʌɡd/.

- Terminações verbais regulares com consoantes surdas+/t/, ex. stopped /stɒpt/.

- Terminações verbais regulares com /t/ ou /d/ + /ɪd/, ex. needed /niːdɪd/.  Mais cuidado, muitas outras palavras simplesmente não precisão da terminação -ed como "go" que o simple past e "went" isso e chamado de irregular verbs. alguns exemplos: sing/sang eat/ate do/did have/had read/read run/ran.